# Seidões
Seidões is een plaats (freguesia) in de Portugese gemeente Fafe en telt 621 inwoners (2001).

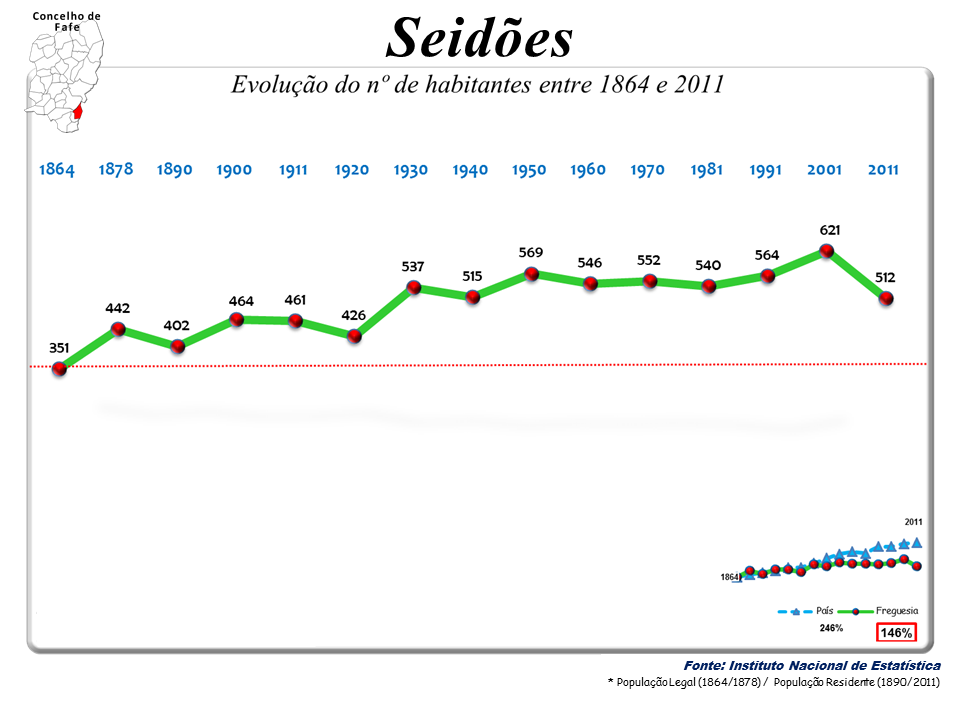
Bevolkingsontwikkeling tussen 1864 en 2011